# Bantry
Bantry (en irlandès Beanntraí) és una ciutat d'Irlanda, al comtat de Cork, a la província de Munster. Al nord-oest hi ha la península de Beara i al sud la badia de Bantry, a la vora de la Sheep's Head.

## Història
En segles passats la riquesa en sardines de les aigües de la zona hi portava pescadors d'Espanya, França i dels Països Baixos. Hi ha a la vila una plaça dedicada a Theobald Wolfe Tone, dublinès líder dels Irlandesos Units i que provocà un aixecament inspirat en la Revolució Francesa. Va demanar ajuda als republicans francesos per tal d'alliberar-se de l'imperi britànic (veure aixecament irlandès de 1798). El 1796 una flota francesa arribà a la badia de Bantry, però els forts vents van impedir el desembarcament. El 1797 el terratinent local Richard White fou creat Baró de Bantry pels seus esforços en organitzar les defenses locals contra els francesos. El 1800 fou creat vescomte i el 1816 comte de Bantry.

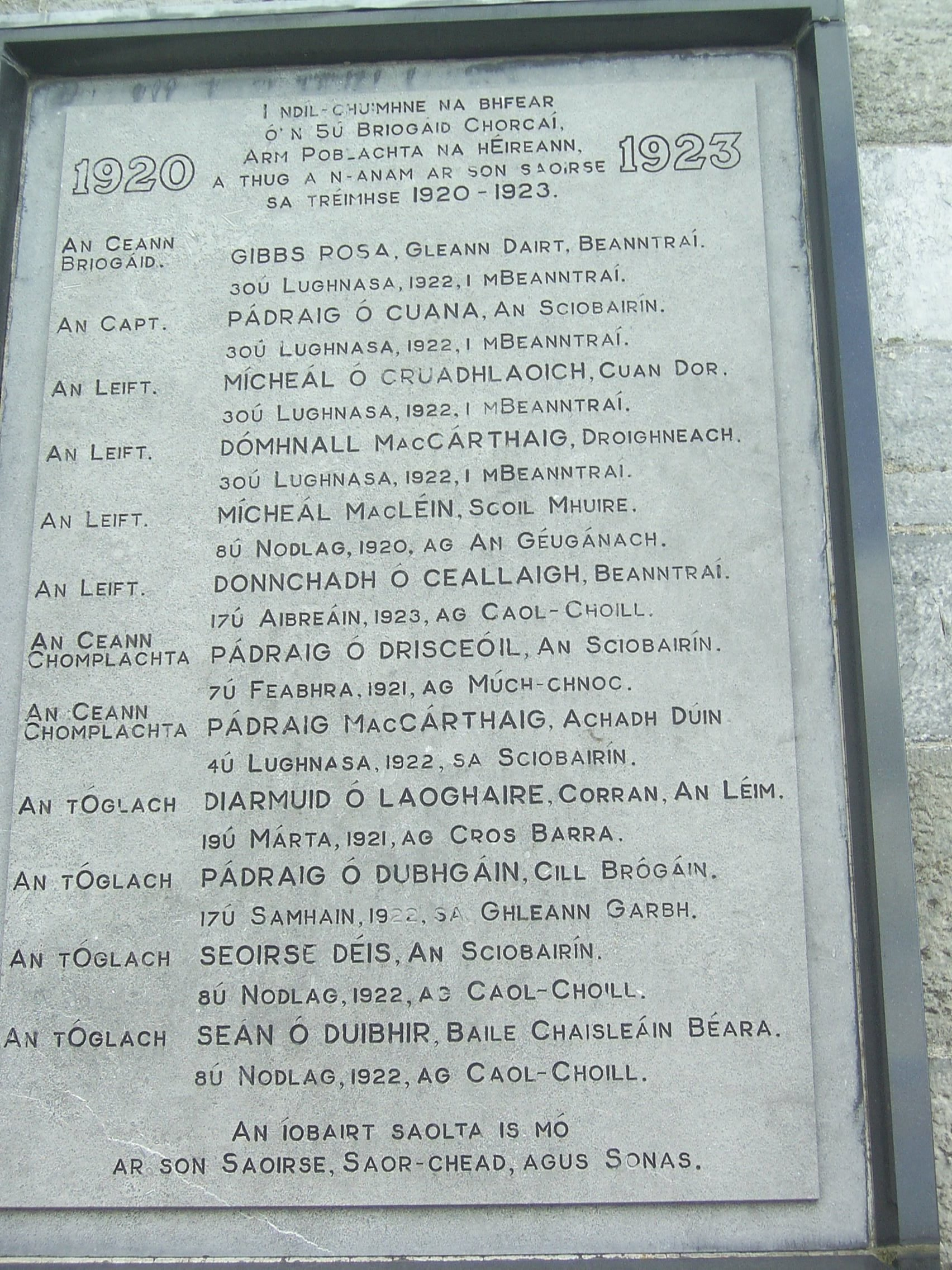
Placa commemorativa de la Guerra angloirlandesa

Durant la guerra angloirlandesa la 5a Brigada de Cork de l'Exèrcit Republicà Irlandès fou força actiu a Bantry i molts dels seus membres s'hi quedaren a la subsegüent Guerra Civil Irlandesa. Entre les accions contra les tropes britàniques destaquen la crema punitiva de nombrosos edificis de la ciutat. Els noms dels morts entre 1920 i 1923 "En Defensa de la República" figuren en una placa commemorativa davant els jutjats a la Wolfe Tone Square.
A l'entrada de la badia hi ha Whiddy Island, on hi ha una important terminal petroliera, originàriament propietat de Gulf Oil. El 8 de gener de 1979 el petrolier Betelgeuse explotà matant tots els 42 tripulants i a 7 treballadors de la terminal. El moll fou danyat seriosament, però afortunadament els tancs d'emmagatzematge no en foren afectats. Tanmateix 250 empleats de la terminal, una de les principals fonts de treball a la zona, van perdre la feina. També va tenir un important impacte mediambiental que afectà a la indústria pesquera.

## Agermanaments
- La Crosse (Wisconsin)
- Pont-l'Abbé (Pont-'n-Abad)

## Personatges il·lustres
- Timothy Michael Healy, polític.
- Derry O'Sullivan, escriptor.